# 無人戰鬥航空載具

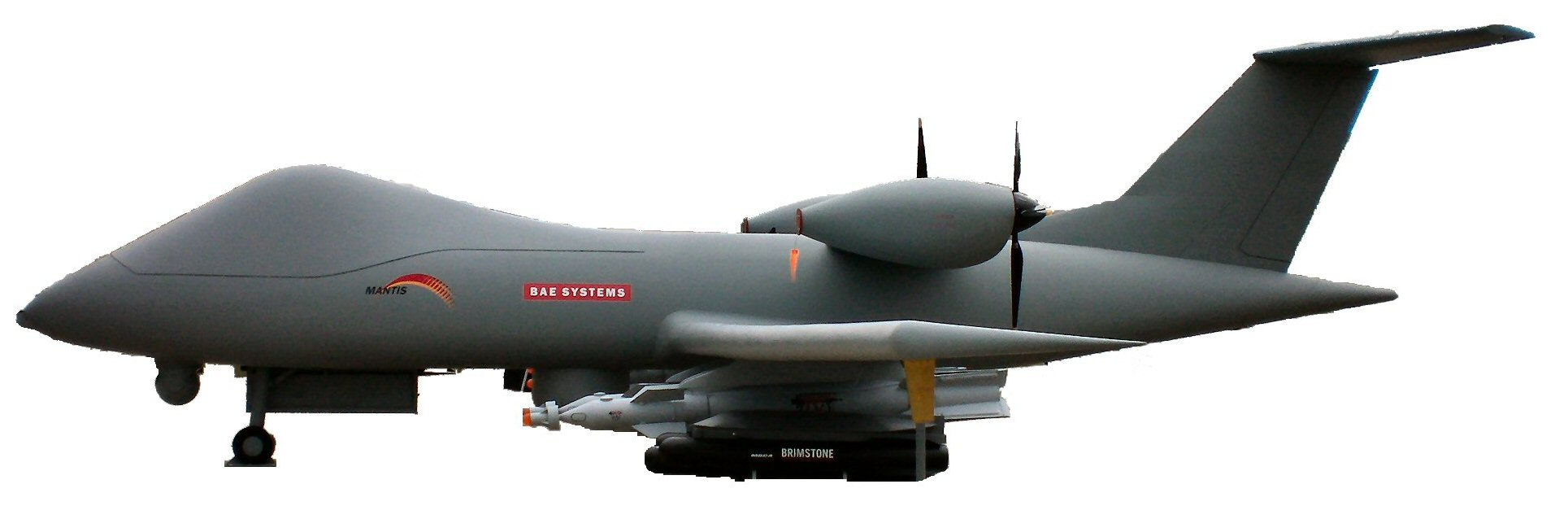
英國BAE Mantis武裝機

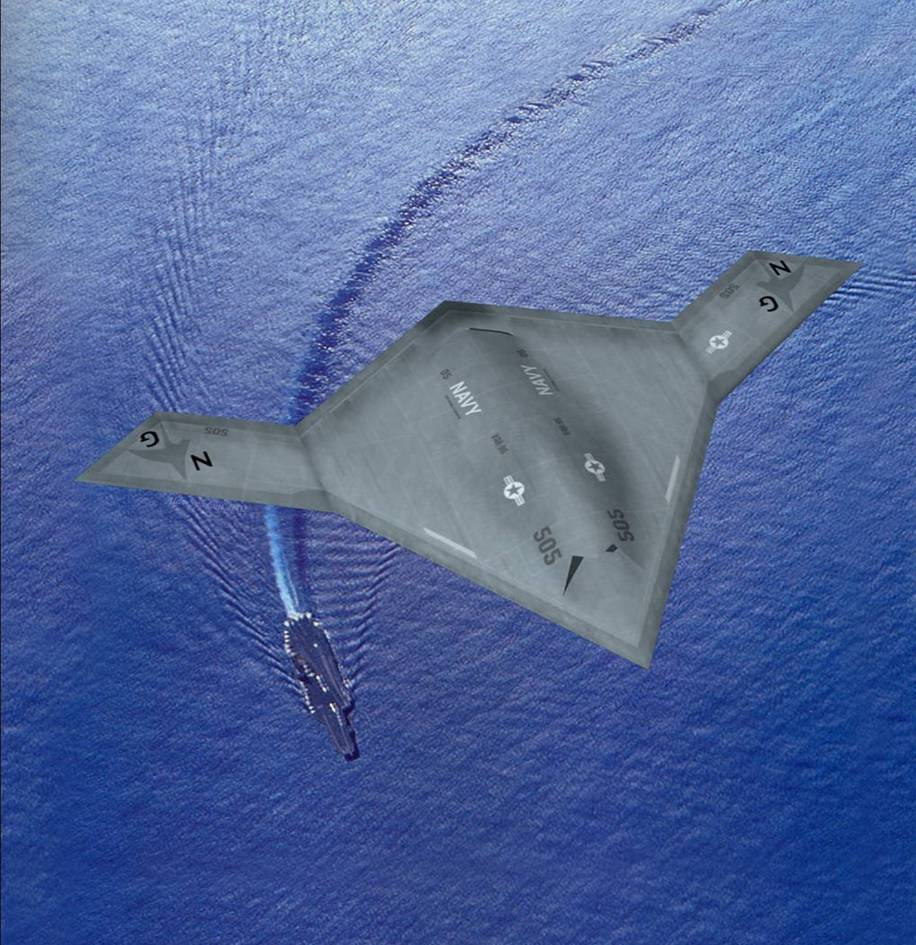
諾斯洛普·格魯門X-47

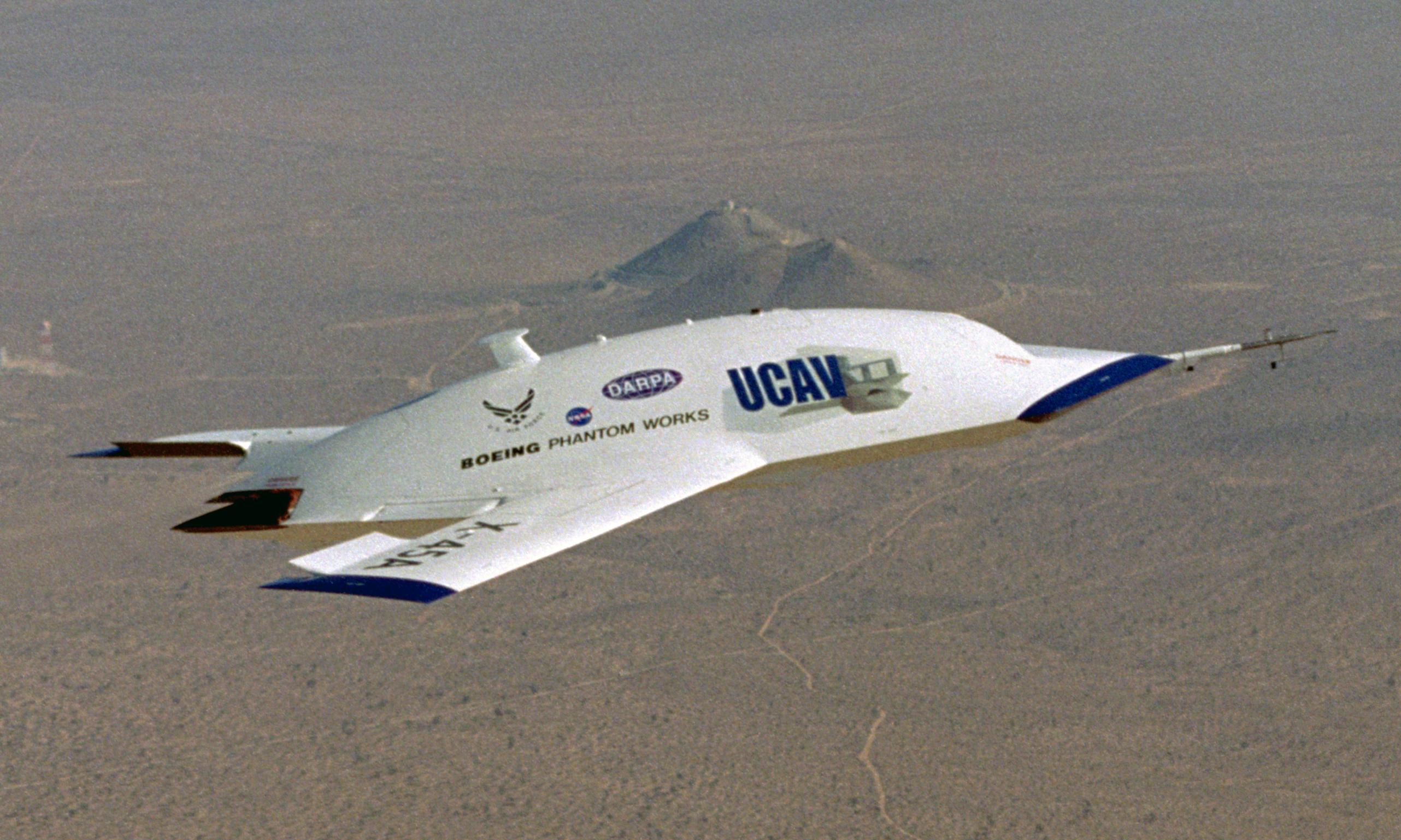
J-UCAS波音X-45A無人戰鬥航空載具技术验证机

无人战斗航空载具（英語：unmanned combat air vehicle，縮寫：UCAV）也常被称为无人作战飞机，俗称戰鬥蜂，是一种装配了进攻性武器的无人航空载具（UAV）。现今服役的无人作战飞机主要充当攻击机对地面目标实施空袭，但在近年来也出现了诸如FPV自杀无人机之类的充当游荡弹药的消耗品无人机。无人作战飞机实际上仍主要由人类引导员实时遥控，引导员在无人作战飞机执行任务时所扮演的角色因无人作战飞机自主程度及数据传输需求而不同。

## 戰爭法
大部分的國家都受到戰爭法的約束，這些法規約束了戰爭中國家戰鬥員的行動。在戰爭法的規章下，無人戰鬥航空載具的研發引起了廣泛的問題，因無人戰鬥航空載具一旦投入戰爭，沒有任何現有法律可向其所進行的攻擊追討責任，它們只按照程式行動，不是由人類直接操縱，在此問題上各國一直沒有共識。

## 目前的概念
到目前為止，美國已經進行了一系列的無人戰鬥航空載具研發計畫，其中最為人注目的便是聯合無人驾驶空中系統。
- 波音公司的波音X-45 UCAV（TD）
- 諾斯洛普·格魯門公司的X-47B试验机
- 通用原子的MQ-20復仇者無人駕駛戰鬥機

以下是美國之外各國的航太公司開發的無人戰鬥航空載具的飛行載具名稱。
- 義大利：阿藍尼亞航太的Sky-X（TD）
- 伊朗：Ababil-2[3]
- ：SYPAQ系統公司的烏鴉精準酬載投放系統（Precision Payload Delivery System，PPDS）[4]
- 英國：英國航太系統的雷神無人機 stealth UCAV
- 法國：達梭航太的神經元無人機
- 南非：Denel 航空太空系統的UCAV-TD（TD）
- 印度：國防研究及發展組織的奧拉無人作戰飛機 UCAV[5]
- 德國：歐洲航空防務太空公司的EADS Barracuda stealth UAV/UCAV（TD）
- 以色列：埃爾比特系統公司的Hermes 450
- 以色列：以色列航空工業公司的Eitan
- 中華民國：國家中山科學研究院的騰雲無人機[6][7]
- 俄羅斯：俄羅斯米格航空器集團的鰩魚無人機[8][9]
- 俄羅斯：苏霍伊航空集团的獵人B無人機[10]
- 中华人民共和国：江西洪都航空工业集团的攻击-11
- 中華人民共和國：沈阳飞机工业集团研發中的暗剑无人机[11]
- 土耳其：拜卡公司的拜拉克塔尔TB2以及研發中的拜拉克塔尔TB3（英语：Baykar Bayraktar TB3）[12]和拜拉克塔尔红苹果无人机[12]等
- 土耳其：土耳其航空航太工業的土耳其安卡無人機[3]
- 乌克兰：R18无人机在2014年俄国入侵乌克兰后由民间志愿者组织Aerorozvidka开发，是采用商用技术的多轴战斗无人机，配备热成像仪并可投掷炸弹。成本仅4万美元，但在2022年乌俄战争爆发后有不少击毁俄国坦克装甲车辆的战果[13]。
- 乌克兰：「懲罰者」無人機[14]
- 朝鲜民主主义人民共和国：晨星-9多用途攻擊無人機及晨星-4戰略偵察無人機[15]

## 協同作戰飛機（CCA）
有人-無人編隊（MUM-T）是指有人和無人系統的協同操作，使得有人航空器的操作員能夠控制、協調或監督自主或半自主平台，以提高態勢感知能力、降低風險並優化複雜環境中的性能，提高任務效率。美軍稱為協同作戰飛機（Collaborative combat aircraft/CCA）。
- 波音公司的波音 MQ-28 幽靈蝙蝠
- 通用原子的YFQ-42（英语：YFQ-42）和XQ-67A無人機
- 諾斯洛普·格魯門公司的Model437（英语：Scaled Composites 437）
- 安杜里爾工業公司的YFQ-44（英语：YFQ-44）
- 克瑞拓斯安全防衛公司 的克拉托斯XQ-58女武神

## 來源
1. YouTube上的星空奇談 2018-09-15，始於21分15秒（粵語）
2. ↑  Luan, Yichun; Xue, Hongjun; Song, Bifeng.  (PDF). College of Aeronautics, Northwestern Polytechnical University.   [2018-09-26]. （原始内容 (PDF)存档于2017-08-05） （英语）.
3. 1 2  聯合新聞網. . 轉角國際 udn Global.   [2023-09-23]. （原始内容存档于2023-12-07） （中文（臺灣））.
4. ↑  . www.facebook.com.   [2023-08-29].
5. ↑  .   [2008-04-05]. （原始内容存档于2011-09-16）.
6. ↑  . www.cna.com.tw.   [2021-05-26]. （原始内容存档于2021-05-26） （中文（臺灣））.
7. ↑  聯合新聞網. . 聯合新聞網. 20210218T202005Z  [2021-05-26]. （原始内容存档于2021-05-26） （中文（臺灣））.
8. ↑  . ABC News (Australian Broadcasting Corporation). 2007-08-23  [2008-04-05]. （原始内容存档于2011-02-19）.
9. ↑  . НТВ.   [2008-01-07]. （原始内容存档于2008-01-12）.
10. ↑  自由時報電子報. . news.ltn.com.tw. 2022-05-30  [2023-09-23]. （原始内容存档于2022-08-22） （中文（臺灣））.
11. ↑  . 大紀元 www.epochtimes.com. 2021-06-22  [2023-09-23]. （原始内容存档于2021-07-25） （中文（繁體））.
12. 1 2  自由時報電子報. . def.ltn.com.tw.   [2023-08-04]. （原始内容存档于2023-08-05） （英语）.
13. ↑  ,   [2022-10-29], （原始内容存档于2022-10-05） （中文（中国大陆））
14. ↑  TVBS. . TVBS.   [2023-08-04]. （原始内容存档于2023-08-04） （中文（臺灣））.
15. ↑  ,   [2023-08-02], （原始内容存档于2023-08-02） （中文（中国大陆））

## 外部連結
- 目前的無人駕駛系統
- 聯合無人驾驶空中系統
- 達索公司的 UAV/UCAV 計畫
- 無人駕駛空中系統，迷你UAV
- 中華人民共和國的無人駕駛版本J-5、J-6 和 J-7